# Euschistus ictericus
Euschistus ictericus är en insektsart som först beskrevs av Carl von Linné 1763.  Euschistus ictericus ingår i släktet Euschistus och familjen bärfisar. Inga underarter finns listade i Catalogue of Life.